# Nicola Tribuiani
Nicola Tribuiani (Giulianova, 22 ottobre 1944) è un allenatore di calcio italiano.

## Carriera
Ha iniziato ad allenare nelle giovanili del Giulianova, squadra della sua città natale, dove ha ricoperto anche il ruolo di direttore tecnico nella stagione 1970-1971; nella stagione 1973-1974 è subentrato a Dante Fortini sulla panchina della prima squadra, nel campionato di Serie C. Al termine della stagione 1973-1974 viene premiato con una targa d'oro insignita a <<l’allenatore che ha acquisito particolari benemerenze nell’istruzione e nella valorizzazione dei giovani>> nell'edizione 1973-1974 del Seminatore d'oro.In seguito, dopo aver vinto gli scudetti Allievi e Juniores nella stagione 1974-1975, è tornato brevemente sulla panchina della prima squadra giallorossa anche nella stagione 1975-1976 in sostituzione di Angelo Longoni; è poi stato a sua volta sostituito in panchina da Sergio Manente. Nelle stagioni 1976-1977 e 1977-1978 ha allenato la Primavera della Sambenedettese, mentre l'anno seguente ha guidato nelle prime 7 giornate del campionato di Serie B la prima squadra dei marchigiani, venendo successivamente sostituito in panchina da Lauro Toneatto. Nella stagione 1979-1980 arriva secondo in classifica nel campionato di Serie C2 col Francavilla, con cui conquista la promozione in Serie C1. Nella stagione 1980-1981 è tornato ad allenare il Giulianova, nel campionato di Serie C1, ed è stato esonerato a campionato in corso in favore di Marino Bergamasco; ha allenato il Giulianova anche in tutta la stagione 1983-1984 (nella quale ha ottenuto un 3º posto in classifica in Serie C2) e nella prima parte della stagione 1984-1985, sempre in quarta serie, durante la quale è stato sostituito da Renato Zara; in seguito ha allenato fino a fine stagione la squadra Berretti, con cui ha vinto lo scudetto di categoria. Nella stagione successiva è subentrato a Luciano Pirazzini sulla panchina della Fidelis Andria (in Serie C2) il 10 ottobre 1985, ma il 14 aprile 1986 è stato esonerato e sostituito dallo stesso Pirazzini. Dal 1987 al 1990 ha allenato la Primavera dell'Ascoli. Nella stagione 1991-1992 ha allenato nelle ultime giornate del campionato di Serie C2 il Giulianova, non riuscendo ad impedirne la retrocessione in Serie D. 
Nella stagione 2002-2003 ha allenato il Montalto, nei campionati regionali abruzzesi; l'anno seguente è passato alla Santegidiese. Nel 2006 ha lavorato come allenatore in seconda del Giulianova, società di cui ha anche ricoperto il ruolo di responsabile del settore giovanile dal 2004 al 2008; dal 2004 al 2010 ha allenato la Berretti degli abruzzesi, vincendo un altro scudetto di categoria nella stagione 2005-2006.
Nella stagione 2010-2011 ha allenato il Cologna Spiaggia nel campionato di Promozione abruzzese. Dal 2011 lavora nel Cologna Spiaggia come insegnante di tecnica individuale per i ragazzi del settore giovanile. Nel 2014 per un breve periodo è stato responsabile del settore giovanile del Giulianova.
Nella stagione 2014-2015 è coordinatore del settore giovanile del Giulianova; ricopre il medesimo incarico anche a partire dal 22 giugno 2018 fino al termine della stagione 2018-2019.

## Palmarès

### Allenatore

#### Competizioni nazionali
- Campionato Berretti: 2

Giulianova: 1984-1985, 2005-2006
- Campionato Juniores: 1

Giulianova: 1974-1975
- Campionato Allievi Nazionali: 1

Giulianova: 1974-1975

#### Individuale
- Seminatore d'oro: 1

1973-1974